# Elatostema pedicellatum
Elatostema pedicellatum är en nässelväxtart som beskrevs av L. S. Gibbs. Elatostema pedicellatum ingår i släktet Elatostema och familjen nässelväxter. Inga underarter finns listade i Catalogue of Life.